# وزارت وضعیت‌های اضطراری ارمنستان
وزارت وضعیت‌های اضطراری ارمنستان (ارمنی: ՀՀ արտակարգ իրավիճակների նախարարություն انگلیسی: Ministry of Emergency Situations) یک سازمان دولتی است که خدمات فوریتی مدنی را در جمهوری ارمنستان تحت نظارت دارد. این وزارت در روز ۲۱ آوریل ۲۰۰۸ با حکم ریاست جمهوری ارمنستان شکل گرفته‌است.

## فهرست وزیران

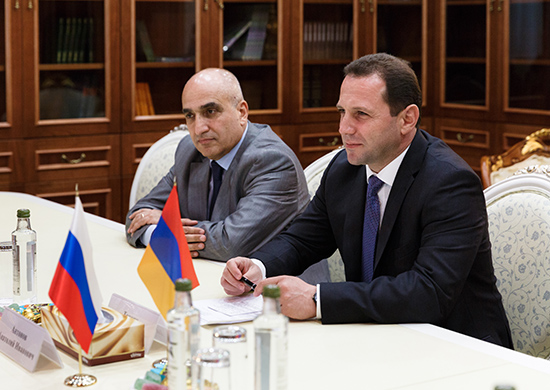
وزیر پیشین داویت دونویان.

### ۱۹۹۱–۲۰۰۸
- سرلشکر ویاچسلاو هاروتیونیان (ژوئیه ۱۹۹۷ – فوریه ۲۰۰۱)
- سرلشکر  همایاک آرویان (فوریه ۲۰۰۱ – مارس ۲۰۰۴)
- سرلشکر  ادیک بارسغیان (مارس ۲۰۰۴ – ۲۱ آوریل ۲۰۰۸)

### ۲۰۰۸–تاکنون
- مهر شاهگلدیان (۲۱ آوریل ۲۰۰۸ – مارس ۲۰۱۰)
- آرمن یریتسیان (مارس ۲۰۱۰ – ۱۳ دسامبر ۲۰۱۶) (درگذشت در زمان تصادی)
- داویت دونویان (۶ فوریه ۲۰۱۷ – ۱۰ مه ۲۰۱۸)
- هراچیا روستومیان (۱۰ مه ۲۰۱۸ – ۳ اکتبر ۲۰۱۸)[۱]
- بدون متصدی (۳-۴ اکتبر ۲۰۱۸)
- فلیکس تسولاکیان (از ۴ اکتبر ۲۰۱۸[۲] - ۲۰ نوامبر ۲۰۲۰)
- آندرانیک پیلویان (از ۲۰ نوامبر ۲۰۲۰)